# 佐佐野愛美
佐佐野愛美（日语：／ Sasano Ami，1998年5月28日—），日本寫真偶像。於東京都出身。所屬事務所為「KH-promotion」。
佐佐野愛美在2016年出道成為寫真偶像，處女作則為同年5月公開的寫真DVD《美少女傳說》。同年她在亚马逊偶像商品銷量排名上奪得首位。之後亦推出《美少女傳說 乳白色的觸動》（美少女伝説ミルキータッチ）、《野草莓成熟時》（野いちご実る頃）、《美少女傳說 佐佐美》等作品，並在部分作品跟平野萌、伊川愛梨、工藤唯等偶像合作。佐佐野之後亦繼續發表像《這愛好甜》（Love so Sweet）、《美少女傳說 Foxy Lady》、《女友之妹》（カノジョの妹）般的寫真DVD。其中一些作品具故事性。

## 生平

### 2016年至2018年
佐佐野愛美在2016年出道成為寫真偶像，處女作則為5月公開的寫真DVD《美少女傳說》。次月，她跟寫真偶像榊真子的共演作品《純吻》（ぴゅあkiss）於市面發行，這部作品收錄了兩人穿上比基尼後的樣子。12月，她發表寫真DVD《美少女傳說 熱帶風Go！》（美少女伝説 トロピカルGO!），佐佐野在作品中以穿上警察服和泳衣等衣物的姿態登場。同年她在亚马逊偶像商品銷量排名上奪得首位。
佐佐野在2017年發行或與他人合作發行《美少女傳說 乳白色的觸動》（美少女伝説ミルキータッチ）、《美少女傳說 柔軟娘》（美少女伝説　ぷにっ娘）、《野草莓成熟時》（野いちご実る頃）等多部寫真DVD。她在3月發行的《美少女傳說 乳白色的觸動》飾演陷入熱戀的女高中生。5月，她跟平野萌合作共演的《美少女傳說 柔軟娘》開售。次月，她發表寫真DVD《美少女傳說 情信》（美少女伝説　ラブレター）。7月出席這部作品的發售紀念活動。10月，她推出寫真DVD《野草莓成熟時》，於當中以身穿校服等衣物的姿態登場。她在12月發行的寫真作品《美少女傳說 佐佐美》（美少女伝説 SASAMI）中，扮演家庭教師。
她之後在拍攝寫真DVD《染上吧……》（染めて…，2018年2月開售）時，以更高露出度的服裝演出。次月她在東京都進行拍攝工作，以在5月發表寫真DVD《癖好》（フェチ）。7月，她跟寫真偶像朝倉惠梨奈合作，推出共演作《亮光》（Shinyrays）。《亮光》包含2人的泳裝場景。8月，她的寫真DVD《佐佐蜜》（ささ蜜）開售。她在當中同樣以身穿泳裝的姿態登場，除此之外亦收錄了她穿上水手服後的樣子。11月，她公開寫真作品《讓之花開……》（咲かせて・・・）。《讓之花開……》以她跟假想男友的相處情景為主軸。她跟寫真偶像伊川愛梨的共演作《佐佐美愛》（ささみ愛）在12月面世。當中運用到了平衡球去輔助拍攝。

### 2019年至2021年
踏入2019年，佐佐野亦繼續發表《這愛好甜》（Love so Sweet）、《美少女傳說 Foxy Lady》、《美少女傳說 獻給你的吻》（美少女伝説 君へのKiss）等作品。她在2月公開寫真DVD《這愛好甜》，飾演跟店長發展戀愛關係的店員。5月，她推出作品《美少女傳說 Foxy Lady》，在當中部分場景以穿上膝上襪的姿態進行拍攝。她在8月發表寫真DVD《女友之妹》（カノジョの妹），此作以她誘惑姐姐男友的展開為主軸。11月，她的寫真作品《美少女傳說 獻給你的吻》面世。
她在次年1月跟寫真偶像工藤唯合作，推出共演作《同班同學》（クラスメイト）。這部作品講述兩人為「學園祭進行準備」的故事。次月，佐佐野發表寫真作品《時空跳躍》（タイムスリップ）。它主要收錄她身穿各類校園服裝的樣子。5月，她發表《調皮的後輩》（いたずらな後輩）一作。之後在8月出席上述兩部作品的發售紀念活動。9月，她的寫真DVD《擦身而過的戀愛》（ゆきずりの恋）公開，觀眾能從中觀賞她以泳衣出鏡的樣子。
2021年1月，她在《王國紀元》寫真偶像對抗戰中登場，跟其他偶像進行遊戲對戰。同年夏天，她前往東京都，在那進行拍攝工作，以在7月發表寫真DVD《偶像的禁忌》（アイドルのタブー）。

## 外部連結
- 佐佐野愛美的X（前Twitter）（日語）
- 佐佐野愛美的Instagram帳戶（日語）